# 日向薬師
日向薬師（ひなたやくし）は、神奈川県伊勢原市日向（ひなた）にある高野山真言宗の寺院。本尊は薬師三尊。かつては日向山霊山寺（ひなたさんりょうぜんじ）と称し、子院12坊を擁する大寺院であったが、廃仏毀釈で多くの堂舎が失われ、現在は霊山寺の別当坊であった宝城坊（ほうじょうぼう）が寺籍を継いでいる。
寺号は廃仏毀釈以前は「霊山寺」、以後は「宝城坊」と称するが、中世以来薬師如来の霊場として信仰を集めていることから、「日向薬師」（ひなたやくし）の名で親しまれている。

## 歴史
日向薬師は、元の名を日向山霊山寺（ひなたさんりょうぜんじ）と称した薬師如来信仰の霊場で、関東地方では有数の古寺である。本尊は平安時代前期に作られた鉈彫り（なたぼり：像の表面にノミ目を残して仕上げる彫刻様式）の薬師三尊 像である。また宝物殿には阿弥陀如来や四天王、十二神将など 23体の仏像が納められている。これらを含め 国の重要文化財9件、神奈川県および伊勢原市指定の文化財を多数所蔵する。
柴折薬師（高知県大豊町）・米山薬師（新潟県上越市）とともに「日本三薬師」に数えられることもあり、峰の薬師（相模原市）・高尾山薬王院・新井薬師とともに「武相四大薬師」として信仰を集めており、一時期は勅願寺になり、江戸時代末期には 12坊を数えたと言われる。
寺伝では霊亀2年（716年）、行基の開山という。寺に残る梵鐘（暦応3年・1340年鋳造）の銘文や、鎌倉時代の史書『吾妻鏡』も当寺を行基の草創としており、行基草創伝承は鎌倉時代からあったことがわかるが、境内からは奈良時代にさかのぼる寺院跡は発掘されておらず、実際の創建は10世紀頃と推定されている。
前述の梵鐘銘は当寺の歴史にかかわる重要史料で、それによると、天暦6年（952年）村上天皇から梵鐘を賜ったが、その鐘が傷んだので仁平3年（1153年）に改鋳、さらに暦応3年（1340年）に改鋳したのが今ある鐘だという。天暦6年に村上天皇から梵鐘を下賜されたことは史実と認められ、また、日向薬師の本尊である薬師三尊像が様式上この頃の作品と推定されることから、霊山寺の伽藍が整備されたのは10世紀頃と考えられている。
日向薬師の文献上の初見は、平安時代の歌人・相模の歌「さして来し日向の山を頼む身は目も明らかに見えざらめやは」であるとされている。相模は相模守大江公資（きみより）と結婚して寛仁4年（1020年）、夫の任地である相模に下向、万寿元年（1024年）には帰京しているので、前出の歌はその間に詠まれたものと思われる。このことから、日向薬師は平安時代後期には霊場として栄えていたことがうかがえる。
鎌倉時代の史書『吾妻鏡』にも日向薬師にかかわる記事が見られる。建久3年（1192年）8月9日条には、源頼朝の妻・北条政子の安産祈願のために読経をさせた寺院の1つとして霊山寺の名が見える（この時生まれた子が後の源実朝）。また、建久5年（1194年）8月8日条には、源頼朝が娘の大姫の病平癒祈願のため自ら「日向山」へ参詣したとの記載がある。
近世の地誌『新編相模風土記稿』によれば、近世の日向薬師には別当坊の宝城坊を含め13坊があり、それ以外にすでに廃絶した坊もいくつかあったと記載されていることから、往時の規模がしのばれる。また、山内には七所権現社や東照宮などがあり、神仏習合の信仰が行われていた。

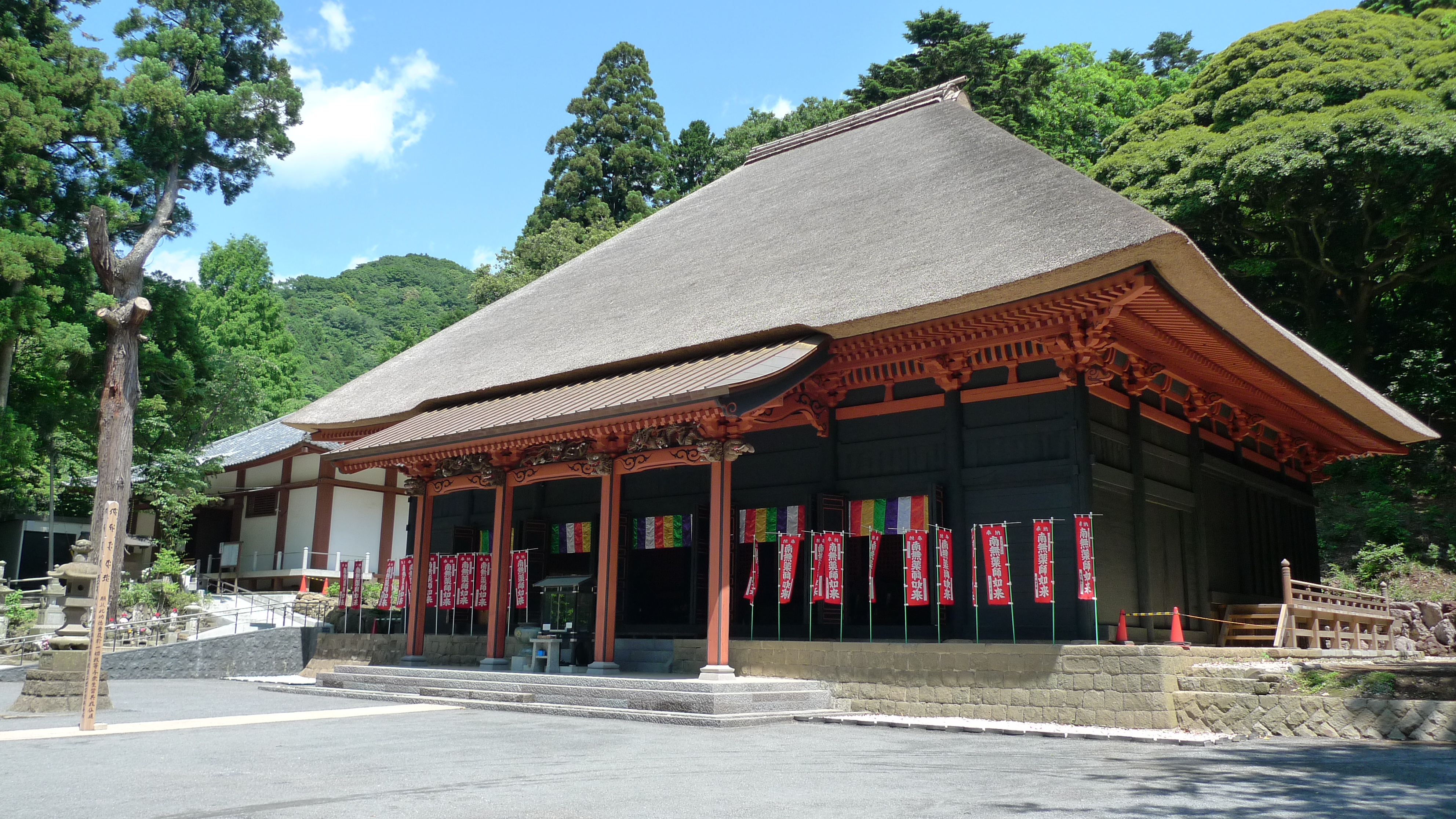
重さ約50トンの茅葺き屋根

明治時代初期の廃仏毀釈によって多くの坊舎が失われ、本堂（薬師堂）、鐘堂、仁王門などをわずかに残すのみとなった。現在は霊山寺の別当坊であった宝城坊が寺籍を継いでいる（別当坊とは、山内の最高位の僧が住む坊のこと）。21世紀の現在も「日向薬師」として病気平癒、特に眼病に霊験ありとして信仰を集める。また、山内の自然環境が良好に保持されていることから、ハイキングコース、健康保持増進や心の安らぎの場として人気を集めている。

## 境内
東丹沢の懐・日向川の谷戸に位置し、日向地区の里山である雑木林に囲まれ、また境内にある推定樹齢 800年の幡かけ杉（県指定天然記念物）をはじめ、ケヤキやタブノキなどの自然植生林（県指定天然記念物）やスギなどの植栽樹林が護られており、春は新緑、秋は紅葉に彩られる。
また、周辺の山林は保健保安林として維持されており、この森が「日向薬師の森」と呼ばれ、山林が保全されるとともに散策道なども整備されている。都市化が進む関東においても境内および周辺の日向地区には豊かな自然環境や里山環境が維持されていることから、健康増進を祈念する人から登山や散策の際に訪れる人まで、多くの人々に親しまれている。

### 本堂（薬師堂）
「宝城坊本堂」の名称で国の重要文化財に指定されている。日向山霊山寺の本堂を、同寺の別当坊である宝城坊が引き継いだもの。数度にわたり改修されているが、万治 3年（1660年）に幕府から寄進された丹沢の立木百本および前本堂の古材を使って修造されたのが現存の本堂である。寄棟造、茅葺。桁行7間、梁間5間（「間」は長さの単位ではなく、柱間の数を意味する）。梁間の手前2間分を土間の外陣、奥の3間分を内陣とする。柱、梁などには前身堂のものと思われる古材が再利用されている。
老朽化と虫害のため、2011年1月より5年以上を掛けて本堂の大修理が行われる。大修理が行われるのは、350年振りにして３回目。

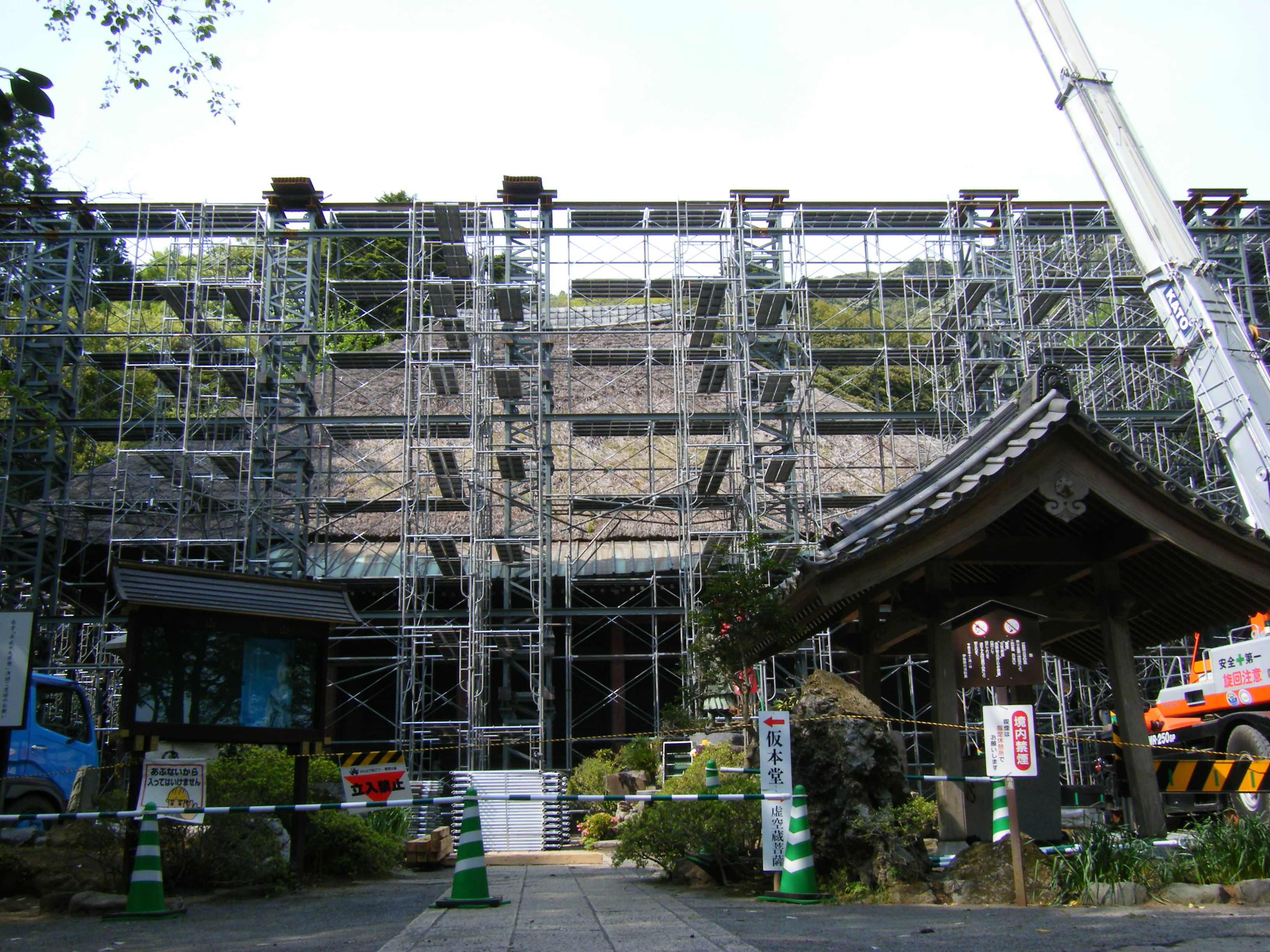
本堂修理工事の様子

### 宝物殿
本堂の左手にあり、平安時代から鎌倉時代にかけて造立された重要文化財の仏像等を納めている。本尊薬師三尊像も本堂からここに移されているが秘仏で、正月三が日など特定の日に開帳される。要拝観料。
- 木造薬師如来及び両脇侍像（薬師三尊像）

当寺の本尊で、現在は本堂隣の宝物殿内の厨子（重要文化財）に安置されている。像高は薬師如来が116.7センチ、左脇侍（日光菩薩）と右脇侍（月光菩薩）がそれぞれ123.3センチ及び123.9センチである。いわゆる「鉈彫り」（なたぼり）と呼ばれる様式の仏像の代表作である。「鉈彫り」とは、実際に鉈で彫ったものではなく、像表面にノミ痕を残して仕上げた像を指す。鉈彫りの仏像については、未完成像とみなす説もかつてはあった。しかし、ノミ痕が細かく規則的に残されていること、鉈彫り像の分布が東日本に限られていることなどから、ノミ痕を意図的に残して完成させた像であるとするのが定説になっている。本像は10世紀末から11世紀初め頃の作で、鉈彫り像としては最古に属する。薬師如来像の面相部は他の部分より入念に仕上げられているが、髪際の線がゆがみ、鼻梁の線が額の中央まで伸びるなど、細部にこだわらない大らかな作風を示す。両脇侍像の像表面のノミ痕は、薬師像のそれよりも入念に整えられている。
秘仏で、毎年、正月三が日、1月8日、4月15日に開扉される。
宝物殿内には他に薬師如来坐像、日光・月光（がっこう）菩薩立像、阿弥陀如来坐像、四天王立像、十二神将立像を安置する。これらはいずれも鎌倉時代の作で重要文化財。阿弥陀如来坐像（像高273センチ）と薬師如来坐像（像高215センチ）は関東地方には珍しい大作である。

### その他
虚空蔵菩薩像
かつて日向山奥の院に祀られていたが、後に境内の、幹が空洞になった霊樹の中へと移された。
宝城坊鐘堂
銅製の梵鐘には暦応 3年（1340年）の銘があり、国の重要文化財に指定されている。
鐘堂は当初平安時代に建造されたと考えられているが、現存する鐘堂は後に再建されたもので、宝暦13年（1763年）の銘が見つかっている。その12本の柱は刻を護る十二神将を表すものと考えられている。伊勢原市指定文化財。
空海像
鳥獣供養塔
幡かけ杉（宝城坊の二本杉）
関東管領足利基氏が幡をかけて平和と五穀豊穣を祈ったと伝えられる。推定樹齢 800年で、県指定天然記念物、かながわの名木100選。
参道
「日向薬師」バス停から表参道へ入り数分歩くと、2体の仁王像が並び立つ山門があり、門をくぐってから寺院までは、明るい林の中を通る石組み階段の広い歩道が 500m ほど続いている。標高差は約70m。
なお、当初の参道は細い山道であったが、後に現在の参道が開かれた。
日向薬師の寺林
本堂・参道を取り巻く境内にはスダジイ、モミ、ウラジロガシ、イロハモミジ、タブノキ、ケヤキなどの自然植生が多数高木に生育しているとともに、スギの植栽樹が混在し、また群落分布からの特殊性も指摘されている。神奈川県指定天然記念物。
山門
表参道の入口付近に位置し、2体の仁王像が境内を護っている。
当初の像は天保元年に火災で焼失したが、現存する像は天保 4年（1833年）に後藤慶明により復元され、明治20年代には子の後藤慶広とその長男・運久により彩色された。伊勢原市指定文化財。

## 文化財

### 重要文化財（国指定）
- 本堂
- 旧本堂内厨子 - 本尊とともに本堂から宝物殿へ移動している
- 木造薬師如来及び両脇侍像
- 木造阿弥陀如来坐像
- 木造薬師如来坐像[6]
- 木造日光・月光菩薩立像
- 木造四天王立像
- 木造十二神将立像
- 木造獅子頭 2面[7]
- 梵鐘 暦応3年（1340年）銘

典拠：2000年（平成12年）までの指定物件については、『国宝・重要文化財大全 別巻』（所有者別総合目録・名称総索引・統計資料）（毎日新聞社、2000）による。

## 周辺

### 北・東
- 日向山

霊山寺の裏手に位置する山で、境内裏手から登ることができる。山頂付近には奥の院跡の洞窟が残り、山頂からは東方面への眺望が開ける。標高404m。
- 神奈川県自然環境保全センター（旧神奈川県立自然保護センター）[8]

バス通りに沿って歩き、「坊中」バス停付近の橋を渡らず左の路地に入り、しばらく道なりに歩くと案内表示あり。徒歩約 1.5km。
- 七沢森林公園

関東ふれあいの道「巡礼峠のみち」の案内表示に沿って徒歩約 5km。
- 七沢温泉、広沢寺温泉

### 西・南
- 日陰道（ひかげみち）

浄発願寺から「高橋」バス停までの間を、日向川を渡って市道とは反対側を通る道。ときに山林の中を歩き、ときに田畑の間を通る里山的風景が広がっており、初秋には彼岸花で彩られる。
- 日向川（相模川水系）、石雲寺（曹洞宗）、浄発願寺（天台宗）、ふれあいの森
- 丹沢（丹沢大山国定公園）
- 大山・阿夫利神社、大山寺
- 鎧塚、道灌塚（太田道灌の墓）、伊勢原温泉

### 登山道・自然歩道
当寺院は関東ふれあいの道「太田道灌・日向薬師のみち」「巡礼峠のみち」「大山参り蓑毛のみち」の起点・終点になっており、裏手（本堂に向かって左手）には日向山・巡礼峠（七沢森林公園）・飯山観音・宮ヶ瀬湖方面へ続く道も整備されており、いずれも案内板などが整備された道になっている。
そのため、東丹沢・大山への登山・散策に向かう入口のひとつになっている。
なお、蓑毛・阿夫利神社下社方面からの関東ふれあいの道「大山参り蓑毛のみち」の案内板は表参道経由ではなく薬師林道経由で案内しているが、舗装道路の急坂が続き自動車通行もあって歩きにくいため、一旦日向薬師バス停まで出てから表参道経由で登る方が快適に歩くことができる。

## アクセス
小田急小田原線伊勢原駅より、神奈川中央交通バス伊20・22で終点「日向薬師」下車、表参道入口まで徒歩すぐ。入口から本堂までは徒歩約15分。